# Molophilus variispinus
Molophilus variispinus là một loài ruồi trong họ Limoniidae. Chúng phân bố ở miền Cổ bắc.